# Claude Huan
Le capitaine de vaisseau Claude Huan (né le 4 juin 1924 à Coulommiers, en Seine-et-Marne et mort le 18 octobre 2016 à Issy-les-Moulineaux) est un officier de marine et écrivain français, membre de l'Académie de marine.

## Publications
- Hervé Coutau-Bégarie et Claude Huan, Darlan, Fayard, 1er juin 1989, 882 p. (ISBN 978-2-21302-271-0)[2],[3] le 16 avril 1943[2] pour participer à la Seconde Guerre mondiale[3].
- Hervé Coutau-Bégarie et Claude Huan, Lettres et notes de l'amiral Darlan, Economica, 1992, 793 p. (ISBN 978-2-7178-2263-2)[3].
- Claude Huan, L'énigme des sous-marins soviétiques, Paris, France-Empire, 1959, 303 p.[2],[3].
- Claude Huan, La Flotte rouge, Nantes, Marine éditions, 2000, 135 p. (ISBN 2-909675-59-9)[2],[4].
- La marine soviétique, Nantes, Marines éditions, 23 octobre 2002, 160 p. (ISBN 2-90967-586-6, EAN 978-2-90967-586-2)[2].
- Claude Huan, La Marine soviétique en guerre, Economica, 1991, 340 p. (ISBN 2-71781-920-7, EAN 978-271781-920-5)[3].
- Hervé Coutau-Bégarie et Claude Huan, Mers el-Kébir 1940, la rupture franco-britannique, Economica, 1er décembre 1994, 268 p. (ISBN 2-71782-731-5, EAN 978-2-71782-731-6)[3].
- Claude Huan, La Marine soviétique, La Documentation française, 2002, 160 p. (ISBN 2-909675-86-6)[4], couronnée par l'Académie de marine[3].
- Claude Huan, Les sous-marins français 1918-1945, Rennes, Marines éditions, 2001, 247 p. (ISBN 2-909675-12-2)[2],[3],[4]
- Claude Huan et Jean Moulin, Les sous-marins français 1945-2000, Marines éditions, 19 février 2010 (ISBN 978-2-35743-041-9)[3],[4].
- Claude Huan, Le croiseur sous-marin Surcouf 1926 - 1942, Marines éditions, 15 mars 2011 (ISBN 2-909675-24-6)[2],[3],[4].

## Distinctions
- Officier de la Légion d'honneur (1986)[5]

- Officier de l'ordre national du Mérite
- Croix de guerre 1939–1945
- Médaille de la Résistance française[réf. souhaitée]
- Médaille des évadés
- Croix du combattant
- Médaille coloniale
- Médaille commémorative de la campagne d'Indochine